# Мороженое из чёрной малины

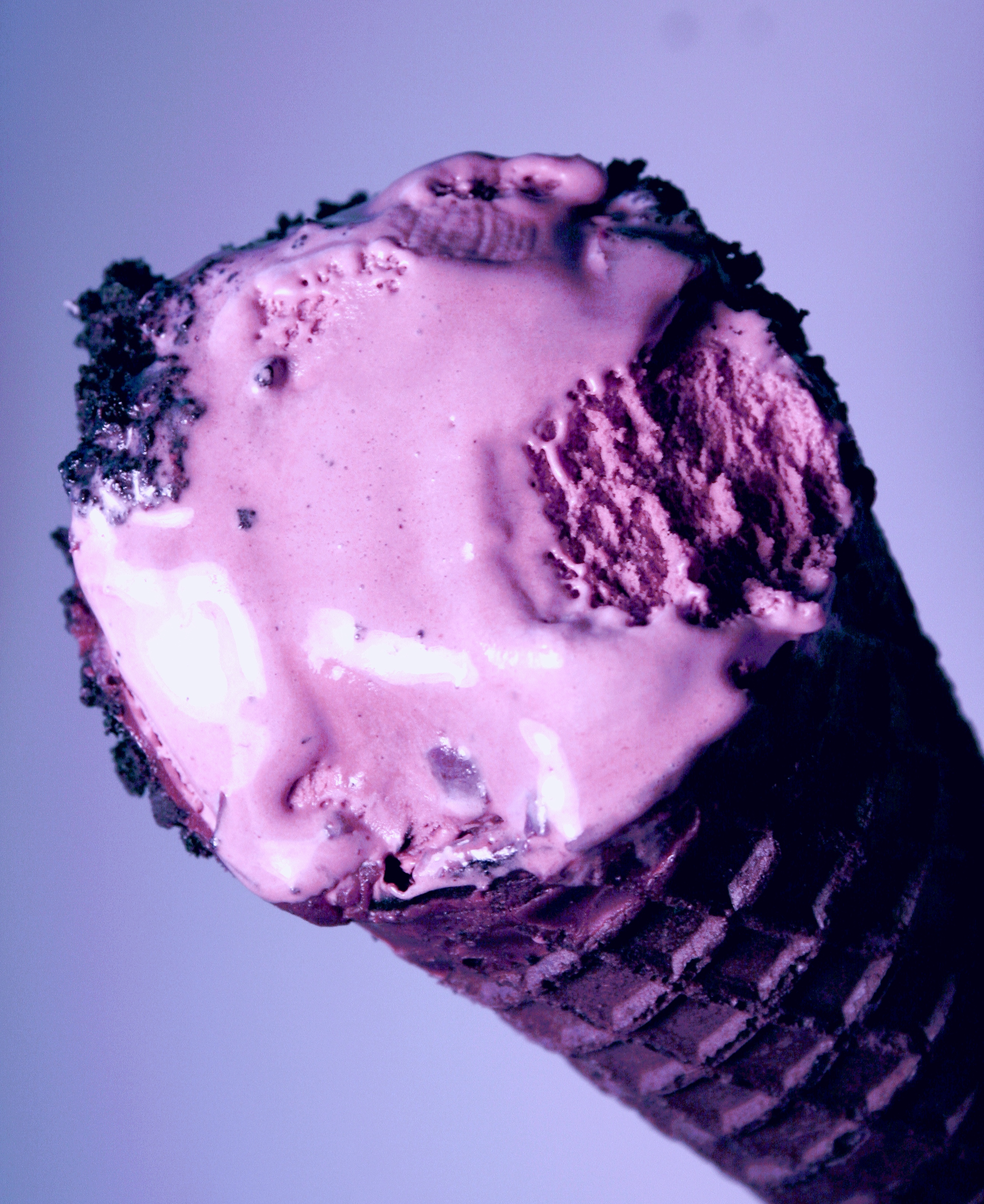
Малиновое мороженое в рожке

Мороженое из чёрной малины (англ. Black raspberry ice cream) — популярное в Новой Англии мороженое со вкусом чёрной малины и традиционных ингредиентов. Его можно подавать с шоколадной крошкой.

## История
Мороженое со вкусом чёрной малины является региональным мороженым Новой Англии. Его повсеместно подают в местных кафе-мороженых, однако его также можно найти и в других регионах США, но уже не везде. Мороженое входит в кухню Новой Англии.
Сорт чёрной малины, используемый для приготовления мороженого, редок и его трудно выращивать, даже в его родном районе Новой Англии, и он доступен только в течение короткого сезона, что является дополнительным фактором, способствующим популярности вкуса.
Мороженое из чёрной малины часто сочетает в себе шоколадную стружку. Шоколадная крошка из чёрной малины — фирменный вкус региональной сети продаж мороженого, конфет и выпечки «Graeter's». В 2024 году Тим Филпотт, вице-президент по маркетингу сети «Graeter’s», сообщил, что именно этот вкус составляет от 18 до 20 % продаж мороженого компании. «Graeter’s» также предлагает другие вариации, в том числе пончики с чёрной малиной и чипсами.